# Dismember
A Dismember egy 1988-ban, Svédországban alakult death metal zenekar. Zenéjük a svéd irányultságú death metalt képviseli, néha heavy metalos elemekkel. A svéd death metal szintér egyik legsikeresebb, és legelismertebb képviselője. 8 stúdióalbum kiadása után 2011-ben feloszlott a zenekar. 2019-ben újra összeálltak.

## Történet
A zenekar közvetlen elődjének a Carnage nevű svéd death metal zenekar tekinthető, melyben már együtt játszott Matti Kärki énekes, Fred Estby dobos és David Blomqvist gitáros. A Dismember 1991-ben adta ki debütáló lemezét Like an Ever Flowing Stream címmel. Az album a korai svéd death metal egyik meghatározó lemeze lett, és megalapozta a zenekar hírnevét. Az albumon szereplő Skin Her Alive dal a trágársága révén botrányt okozott Angliában.
1993-ban jelent meg a második nagylemezük a Indecent & Obscene. A kiadvány máig a zenekar legsikeresebbjike, és a rajta szereplő Dreaming in Red dalt  gyakran műsorára tűzte az MTV a Headbanger's Ball című műsorában.
A meggyarapodott létszámú (és gyakran azonos hangzású) skandináv death metal zenekarok tengerében a Dismember egy pici iránymódosítást vett. Így az 1995-ös Massive Killing Capacity a korábbi albumokhoz képest "lágyabb" lett, és dallamosabb megközelítésű.
Az 1997-ben kiadott Death Metal című albummal próbáltak visszatérni a korai keményebb vonalhoz, ám a lemez nem lett sikeres. A 2000-ben megjelent Hate Campaign albumuk volt az utolsó lemez a Nuclear Blastnál. A korongon minden korábbinál jobban érződött az Autopsy hatása, valamint egyes harmóniáknál, dallamosabb részeknél az Iron Maidené.
Ezt követően leszerződtek a Karmageddon Media kiadóhoz, és már itt jelent meg a 2004-es Where Ironcrosses Grow. A lemez nagyrészt kedvező kritikákat kapott, de az együttműködés az új kiadóval nem bizonyult sikeresnek, mert 2005-ben már a Regain Recordshoz tartoztak. Az új kiadó megvette a korábbi albumok kiadási jogait, és digipack formátumban, felbónuszolva újra piacra dobta őket.
2006-ban kiadták a hetedik nagylemezüket a The God That Never Wast. A lemez az elődei irányvonalát folytatja. Novemberben Európa-turnéra indultak méghozzá a Masters of Death fedőnevű turné keretében, ahol olyan svéd zenekarok voltak a partnereik mint a Grave, az Unleashed vagy az Entombed. Azt ezt követő hosszú turné után hosszas megfontolás után a dobos Fred Estby 2007. április 20-án kilépett a zenekarból. Távozása azért volt meglepő, mert ő volt a zenekar főnöke/irányítója. Fred a sok utazásra és a családjára hivatkozva hagyta el zenekarát.
2008-ban jelent meg a zenekar nevével azonos című nyolcadik stúdióalbum (Dismember). Az anyag mindenhol pozitív kritikákat kapott, és a zene is egy jóval durvább Dismembert mutatott, mint az utóbbi lemezek.
2009 júliusában kiadtak egy két diszkből álló DVD-t Under Bloodred Skies címmel. Az anyagon szereplő koncert Németországban készült a 2008-as Party.San Open Air fesztiválon. E mellett a DVD tartalmaz még dokumentumfilmet, valamint interjúkat is, ahol a zenekar korábbi tagjai is megszólalnak. A látványos borítót Erik Danielsson készítette.

## Demók
- Dismembered (1988)
- Last Blasphemies (1989)
- Rehearsal (1989)
- Reborn in Blasphemy (1990)

## Stúdióalbumok
- Like an Ever Flowing Stream (1991)
- Indecent & Obscene (1993)
- Massive Killing Capacity (1995)
- Death Metal (1997)
- Hate Campaign (2000)
- Where Ironcrosses Grow (2004)
- The God That Never Was (2006)
- Dismember (2008)

## Kislemezek és EP-k
- Skin Her Alive (Single, 1991)
- Pieces (EP, 1992)
- Casket Garden (EP, 1995)
- Misanthropic (EP, 1997)

### DVD-k és videók
- Under Bloodred Skies (DVD, 2009)
- Live Blasphemies (DVD, 2004)
- Soon to Be Dead (promo)
- Skinfather (promo)
- Dreaming in Red (promo)
- Casket Garden (promo)
- Trail of the Dead (promo)

## Tagok
- Matti Kärki - ének
- David Blomqvist - gitár
- Martin Persson - gitár
- Tobias Cristiansson - basszusgitár
- Thomas Daun - dob

### Korábbi tagok
- Fred Estby - Dob
- Johan Bergebäck - basszusgitár
- Sharlee D'Angelo - basszusgitár
- Richard Cabeza - basszusgitár
- Magnus Sahlgren - gitár
- Robert Sennebäck - ének, basszusgitár, gitár
- Erik Gustafsson - basszusgitár

## Külső hivatkozások
- Dismember at MySpace
- Dismember at WorldMusicDatabase